# Sociedad Kappa Alpha

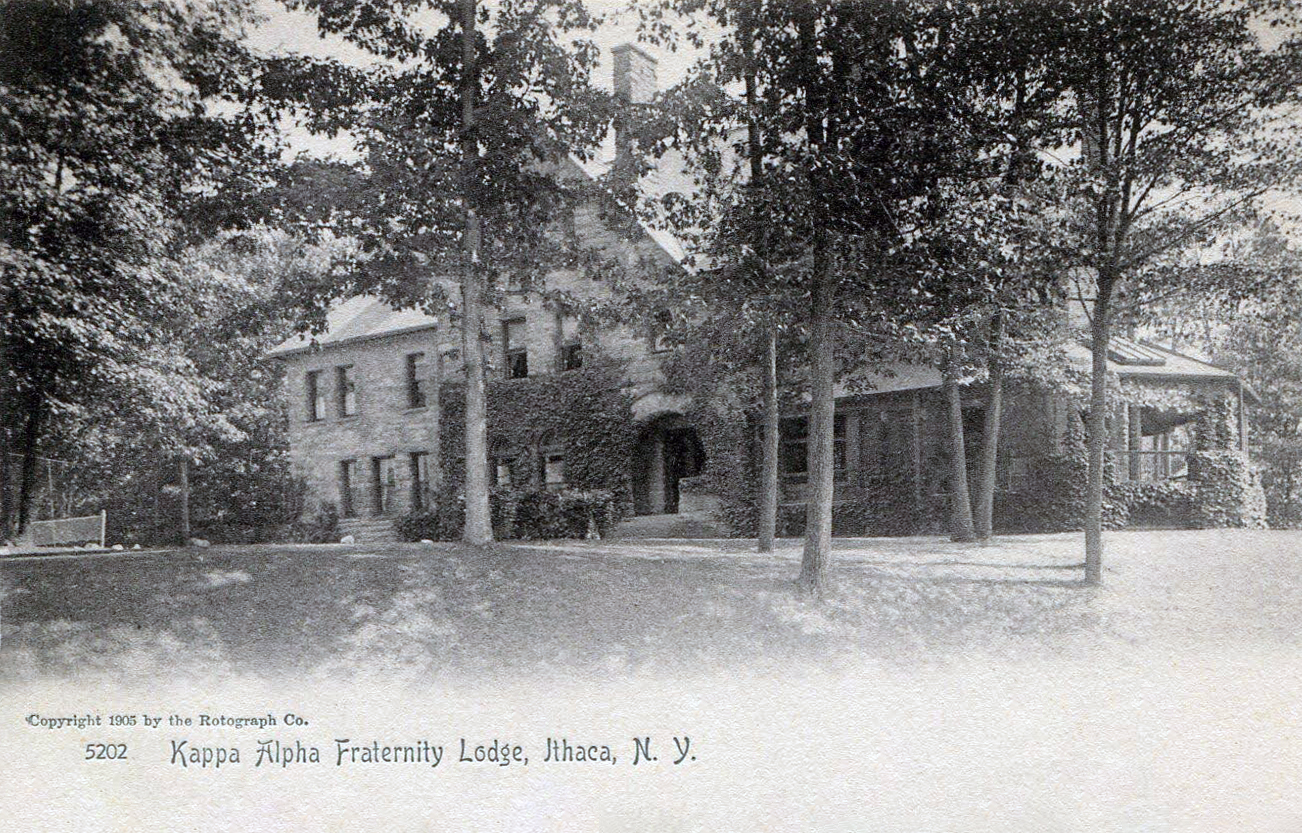
Residencia Kappa Alpha en Cornell.

La Sociedad Kappa Alpha fundada el 26 de noviembre 1825, fue la precursora del sistema de fraternidad moderna en América del Norte. Consistió en una agrupación extensa de líderes que se ayudaban en distintas localizaciones de forma activa y discreta. 
Según el Manual de Baird, nueve estudiantes de pregrado en Unión College (Schenectady, Nueva York) - John Hart Hunter, John McGeoch, Isaac W. Jackson, Thomas Hun, Orlando Meads, James Proudfit y Joseph Anthony Constant- (clase de 1826) y Arthur Burtis y José Law (de la Clase de 1827) crearon esta sociedad el 26 de noviembre 1825. Originada de un grupo informal que se autodenominaba como «Los Filósofos», creado por Hunter, Jackson, y Thomas Hunt en 1823.
La organización representa el eslabón intermedio entre sociedades secretas, sociedades literarias y organizaciones de letras griegas como Phi Beta Kappa. Según las palabras del fundador Arthur Burtis:
«Después de alojarnos en nuestra aula situada en la cuarta planta de la sección sur —South College— esquina nordeste [...] Nosotros, entonces y ahora, nos deleitábamos y entreteníamos a nuestros amigos con unas cuantas patatas horneadas con sal y les conformábamos con unas manzanas. Jackson, Hun, Meads, Constant, y McGeoch eran frecuentemente los geniales acompañantes de nuestras sencillas convivencias que se avivaban con la alegría, humor y una alegre canción... Se determinó subir a Hunter a un sitio elevado sobre una pila de leña, la cual se encontraba en una esquina de la habitación. Cuando se le hubo exaltado a su alta eminencia, con su pipa en la boca, se convirtió en el líder de esta pequeña banda. Tras lo cual sugerí que sería adecuado para nosotros el obtener luz de esta luminaria central y que yo la llevaría a otros... Esta banda estaba ya empezando a configurarse y tomar forma y posteriormente orden».

La primera expansión de la Sociedad tuvo lugar en 1833 en el Williams College, a petición de catorce alumnos de la clase de 1834, dirigidos por Azarías S. Clark. La Sociedad Kappa Alpha, emulada por Sigma Phi y Delta Phi (1827), constituyen la Unión triada, los pioneros del sistema de fraternidades sociales de América del Norte.
Esta organización no debe ser confundida con la «Orden Kappa Alpha» porque son muy diferentes, no se debe confundir tampoco con otra fraternidad nacional similar.

## Capítulos
Los capítulos son designados con la abreviación del nombre de la institución en latín.
| Número | Días                                                 | Capítulo             | Institución                    | Localización                | Estado   |
| ------ | ---------------------------------------------------- | -------------------- | ------------------------------ | --------------------------- | -------- |
| 1.     | 26 de noviembre, 1825 - 2003, 2011 - Presente        | Nueva York, Alpha    | Universidad Unión              | Schenectady, Nueva York     | Activo   |
| 2.     | 29 de octubre, 1833–1983                             | Massachusetts, Alpha | Universidad Williams           | Williamstown, Massachusetts | Inactivo |
| 3.     | 26 de noviembre, 1844–1854, 1879–2003, 2005–presente | Nueva York Beta      | Universidad Hobart             | Geneva, Nueva York          | Activo   |
| 4.     | 21 de octubre, 1852–1855, 1983–1998                  | Nueva Jersey Alpha   | Universidad Princeton          | Princeton, Nueva Jersey     | Inactivo |
| 5.     | 8 de enero, 1857–1861                                | Virginia Alpha       | Universidad de Virginia        | Charlottesville, Virginia   | Inactivo |
| 6.     | 12 de noviembre, 1868–1990, 2007–presente            | Nueva York Gamma     | Universidad Cornell            | Ithaca, Nueva York          | Activo   |
| 7.     | 19 de febrero, 1892–presente                         | Ontario Alpha        | Universidad de Toronto         | Toronto, Ontario            | Activo   |
| 8.     | 2 de enero, 1894–presente                            | Pennsylvania Alpha   | Universidad Lehigh             | Bethlehem, Pennsylvania     | Activo   |
| 9.     | 21 de abril, 1899–1971, 1987–2006, 2012–presente     | Quebec Alpha         | Universidad McGill             | Montreal, Quebec            | Activo   |
| 10.    | 26 de abril, 1913 – presente                         | Pennsylvania Beta    | Universidad de Pennsylvania    | Philadelphia, Pennsylvania  | Activo   |
| 11.    | 14 de febrero, 1948–presente                         | Ontario Beta         | Universidad de Western Ontario | Londres, Ontario            | Activo   |
| 12.    | 18 de marzo, 1967–1993, 1994–1997                    | Connecticut Alpha    | Universidad de Wesleyan        | Middletown, Connecticut     | Inactivo |
| 13.    | 5 de noviembre, 1988–2011                            | Alberta Alpha        | Universidad de Alberta         | Edmonton, Alberta           | Inactivo |
| 14.    | 23 de noviembre, 1991–1999                           | Alberta Beta         | Universidad de Calgary         | Calgary, Alberta            | Inactivo |
| 15.    | 21 de noviembre, 2009–presente                       | Nova Scotia Alpha    | Universidad Dalhousie          | Halifax, Nova Scotia        | Activo   |

## Co-educación
Los capítulos de la Unión y Wesleyan son mixtos (miembros hombres y mujeres). El capítulo en la Universidad de Wesleyan, que existió desde 1967 hasta alrededor de 1997, fue en varias ocasiones mixto, tanto como parte de la sociedad, como una partida local en 1974. El Capítulo Unión fue mixto desde 1991 hasta 2003. Actualmente no hay ningún capítulo mixto.

## Miembros anteriores
- John Hart Hunter, Union College, 182, el fundador.
- Fitz Hugh Ludlow, Union College, 1856. Songwriter, editor y autor.

## Miembros destacados
Artículo principal: Lista de miembros de la sociedad Alpha Kappa:
-Ronald George Atkey, Universidad de Western Ontario, 1960. MP para St. Paul's, 1972–1974, 1979–1980. Ministro de Empleo y Educación.
-Loran Ellis Baker, Universidad de McGill, 1923. MP para Shelburne-Yarmouth-Clare, 1945-1949.
-Brooke Claxton, Universidad McGill, 1919. MP para St. Lawrence-St. George, 1940-1954. Ministro de Salud. Ministro de Defensa Nacional.
-William Herbert Jarvis, Universidad de Western Ontario, 1950. MP para Perth-Wilmot, 1972-1984. Presidente Nacional del Partido Progresista-Conservador.
-Denton Massey, Universidad de Toronto, 1919. MP para Toronto-Greenwood, 1935-1946. Oficial de la Orden del Imperio Británico, 1946.
-Dr. Wilfrid Laurier McDougald, Universidad de McGill. 1903. Senado canadiense 1926-1942.
-Walter George Mitchell, McGill University, 1899. MP para St. Antoine, 1921-1924.
-William Pate Mulock, Universidad de Toronto, 1915. MP para York North, 1934-1945. Director General de Correos de Canadá, 1940-1945.
-David Vaughan Pugh, Universidad de Toronto, 1934. MP de Okanagan Boundary, 1958-1968.
-Robert Douglas George Stanbury, Universidad de Western Ontario, 1949. MP para York-Scarborough, 1965-1977. Ministro de Ingresos Nacionales.
-Michael Holcombe Wilson, Universidad de Toronto, 1955. MP para el Centro Etobicoke, 1978-1993. Ministro de Estado para el Comercio Internacional, 1979–1980; Ministro de Hacienda, 1984–1991; Ministro de Comercio Internacional, 1991–1993; Ministro de Industria, Ciencia y Tecnología, 1991–1993. Introdujo el Impopular Impuesto sobre Bienes y Servicios en 1990. Canciller de la Universidad de Trinity College, Toronto. Nombrado funcionario de la Orden de Canadá en 2003. Nombrado Embajador de Canadá en los Estados Unidos, marzo de 2006.
A largo de su historia de casi 200 años, La Sociedad Kappa Alpha ha dado lugar a un número sustancial de miembros destacados en una amplia variedad de campos.